# La Flor de la Esperanza
La Flor de la Esperanza är en ort i Mexiko.   Den ligger i kommunen Erongarícuaro och delstaten Michoacán de Ocampo, i den södra delen av landet, 270 km väster om huvudstaden Mexico City. La Flor de la Esperanza ligger 2 051 meter över havet och antalet invånare är 106. Den ligger vid sjön Lago de Pátzcuaro.
Terrängen runt La Flor de la Esperanza är huvudsakligen kuperad, men åt sydost är den platt. Runt La Flor de la Esperanza är det ganska tätbefolkat, med 108 invånare per kvadratkilometer. Närmaste större samhälle är Pátzcuaro, 14,0 km sydost om La Flor de la Esperanza.